# جدل أفتونبلاديت حول إسرائيل 2009
يشير الجدل بين أفتونبلاديت وإسرائيل إلى الجدل الذي أعقب نشر مقال في 17 أغسطس 2009 في الصحيفة السويدية أفتونبلاديت، وهي إحدى أكبر الصحف اليومية في بلدان الشمال الأوروبي. حيث زعم ذلك المقال أن القوات الإسرائيلية كانت قد جمعت الأعضاء من الفلسطينيين الذين لقوا حتفهم تحت الحجز. أثار المقال جدلا حادا في السويد والخارج، وأحدث شرخا بين الحكومتين السويدية والإسرائيلية. وندد المسؤولون الإسرائيليون بالتقرير في ذلك الوقت ووصفوه بأنه معاد للسامية. كتب المقال المصور الصحفي السويدي المستقل دونالد بوستورم، وكان عنوان المقال «أبناءنا يتعرضون للنهب من أجل أعضائهم». وقدم ادعاءات بأنه في أواخر الثمانينات وأوائل التسعينات، أسرت القوات الإسرائيلية عددا كبيرا من الشباب من الضفة الغربية و‌قطاع غزة وأعيدت جثثهم إلى أسرهم بأعضاء مفقودة.
أدانت الحكومة الإسرائيلية والعديد من النواب الأمريكيين المقال ووصفته بأنه لا أساس له وتحريضي، وأشاروا إلى تاريخ معاداة السامية و‍فرى الدم ضد اليهود وطلبوا من الحكومة السويدية التنديد بالمقال. رفضت الحكومة، مستشهدة ب‍حرية الصحافة والدستور السويدي. وأدانت السفيرة السويدية لدى إسرائيل إليزابيت بورسيين بونييه المقال ووصفته بأنه «صادم ومروع» وذكرت أن حرية الصحافة تحمل المسؤولية، لكن الحكومة السويدية نأت بنفسها عن تصريحاتها. أيدت رابطة ناشري الصحف السويدية و‌مراسلون بلا حدود رفض السويد إدانتها. لقد بذلت إيطاليا محاولة جهيضة لنزع فتيل الموقف الدبلوماسي بقرار أوروبي يدين معاداة السامية. وأعلنت السلطة الوطنية الفلسطينية أنها ستشكل لجنة للتحقيق في ادعاءات المقال. وجد استطلاع بين المحررين الثقافيين للصحف السويدية الكبرى الأخرى أن الجميع كان سيرفض المقال.
وفي ديسمبر 2009، أُطلقت مقابلة أجريت في عام 2000 مع كبير أخصائيي الطب الشرعي في معهد ل. غرينبيرغ الوطني للطب الشرعي، يهودا هيس، اعترف فيها بأخذ أعضاء من جثث جنود إسرائيليين ومواطنين إسرائيليين وفلسطينيين وعمال أجانب دون إذن من أسرهم. وأكد مسؤولو الصحة الإسرائيليون اعترافه، ولكنهم قالوا إن مثل هذه الحوادث انتهت في التسعينيات، وأشاروا إلى أنه تم إقالة هاس من منصبه.
وقالت الصحافة الفلسطينية أن التقرير «يؤكد على ما يبدو ادعاءات الفلسطينيين بأن إسرائيل أعادت جثث أقاربهم وصدورهم مخيطة بعد أن انتزعت أعضائهم».
وذكرت وكالات أنباء عديدة أن مقال أفتونبلاديت زعم أن إسرائيل قتلت فلسطينيين لحصد أعضائهم، رغم أن المؤلف، المحرر الثقافي لأفونبلاديت، ونانسي شيبر هيوز أنكرت ذلك الادعاء.

## المقال
في أغسطس 2009، نشرت أفتونبلادت مقالا للكاتب المستقبل دونالد بوستروم في قسم الثقافة الخاص بها. المقال الذي افتتح بذكر الاعتقالات المتعلقة بعملية مشبوهة بغسيل الاموال وتهريب الأعضاء شارك فيها حاخامات وسياسيون وموظفون حكوميون في نيوجيرسي و‌نيويورك. عرض بوستروم بإيجاز مشكلة الاتجار غير المشروع بالأعضاء في جميع أنحاء العالم، ثم قال إنه سمع ورأى أشياء أثناء إقامته في الأراضي الفلسطينية في عام 1992، خلال الانتفاضة الأولى.
ورصدت صورة مرفقة بالمقالة جثة تحمل خيطا من الغرز على الجذع، وهي صورة بلال غانم، الذي كان يبلغ من العمر 19 عاما عندما قتله جنود الجيش الإسرائيلي في 13 مايو 1992. لم تتم مقابلة عائلة غانم من أجل مقاله، لكن بوستروم وصف انطباعاته عن دفن غانم الذي حضره:
كتب بوستروم أيضًا أن موظفي الأمم المتحدة الذين لم يكشف عن أسمائهم أخبروه أن «سرقة الأعضاء حدثت بالتأكيد» لكنهم «مُنعوا من فعل أي شيء حيال ذلك». وأفاد أيضا بأن رد المتحدث باسم الجيش الإسرائيلي هو أن ادعاءات سرقة الأعضاء أكاذيب وأن جميع الضحايا الفلسطينيين يخضعون بشكل روتيني لتشريح الجثة. وأشار بوستروم إلى أنه وفقا للإحصاءات الفلسطينية لعام 1992، كان بلال غانم واحدا من 133 فلسطينيا قتلوا وواحدا من 69 فلسطينيا خضعوا لفحص ما بعد الوفاة. اختتم بوستروم المقال برأيه: ظلت الأسئلة حول ما يحدث دون إجابة ويجب التحقيق فيها.

## ردود الفعل الإسرائيلية
أثار هذا الادعاء في المقال رد فعل غاضب من قبل المسؤول في وزارة الخارجية الإسرائيلية ييغال بالمور، الذي ربط المقال فرى الدم في العصور الوسطى والقرون التاسعة عشرة. وفي 23 أغسطس، دعا رئيس الوزراء الإسرائيلي بنيامين نتنياهو الحكومة السويدية إلى إدانة المقال. ونقل مسؤول إسرائيلي عنه قوله «إننا لا نطلب من الحكومة السويدية اعتذارا، بل نطلب ادانتهم». وقال وزير المالية الاسرائيلى يوفال شتاينتز أن استمرار رفض السويد إدانة المقال قد يدفع إسرائيل إلى إلغاء زيارة كان من المقرر أن يقوم بها وزير الخارجية السويدس كارل بيلت فس سبتمبر. وقال شتاينتز لإذاعة الجيش الإسرائيلي «إن من لا ينأى بنفسه عن هذا النوع من فرية الدم قد لا يكون ضيفا مرحبا به في إسرائيل في الوقت الحالي. وإلى أن تفهم الحكومة السويدية بشكل مختلف، فإن دولة إسرائيل، دولة اليهود، لا يمكنها تجاهل التعبيرات المعادية للسامية وإعادة التدوير الحديثة لمعاداة السامية في القرون الوسطى». وقال المكتب الصحفي للحكومة الإسرائيلية، الذي يعتمد الصحفيين الأجانب الذين يزورون البلاد، إنه يؤخر موافقته على مراسل ومصور أفتونبلاديت الذي يسعى للحصول على إذن بدخول قطاع غزة لمدة أقصاها 90 يوما تسمح بها اللوائح.